# 卡爾·李卜克內西大街

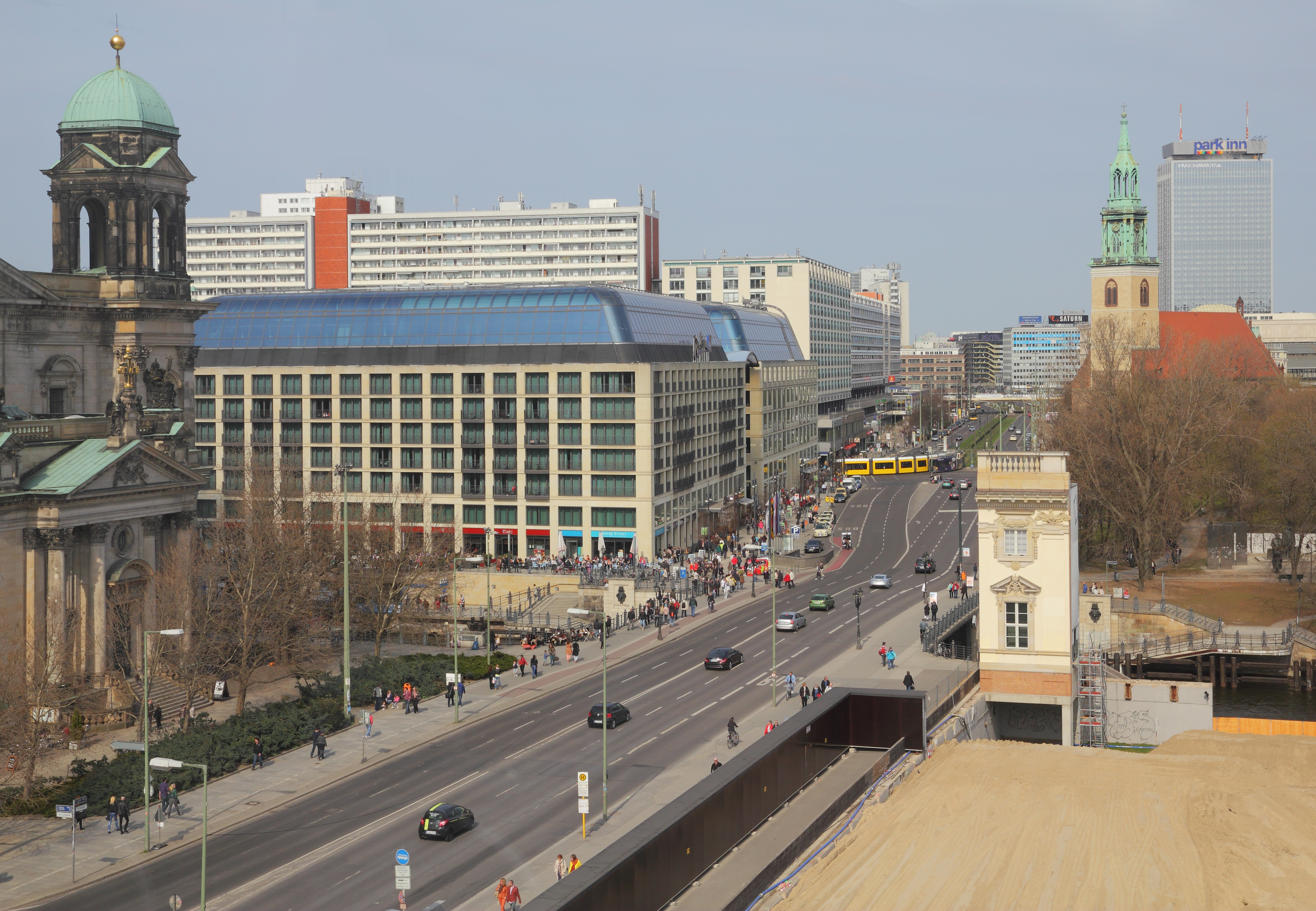
卡尔·李卜克内西大街

卡爾·李卜克內西大街（德語：Karl-Liebknecht-Straße）是德國首都柏林的一條街道，位於米特中央。得名於德國共產黨創始人卡爾·李卜克內西。街道兩側的大部分建築修建於1960年代。
52°31′17″N 13°24′26″E / 52.52139°N 13.40722°E